# ایتکولوو
ایتکولوو (انگلیسی: Itkulovo) یک شهرک در شهرستان زیانچورینسکی استان باشقیرستان کشور روسیه است.